# Panspermi

Illustration av en komet (mitten) som transporterar en bakteriell livsform (infälld) genom rymden till jorden (vänster).

Panspermi (av klassisk grekiska pan, ’allt’, och sperma, ’frö’)

, numera oftast omnämnd som panspermiteorin eller panspermihypotesen, är hypotesen att liv sprids över universum via rymdstoft, meteorider, asteroider, kometer och planetoider, och att liv på jorden har kommit hit på detta sätt.
Panspermi är en gammal tanke, som fick större genomslag i början av 1900-talet då det framfördes av Svante Arrhenius

och det återkommer ofta även i modern astrobiologi. Nutida forskning har visat att exempelvis vissa bakterier möjligen kan leva länge i rymdmiljö,

och även högre djur som trögkrypare har visats överleva åtminstone några veckor i rymden.

Visst stöd kan alltså sägas finnas för att transport av liv kan vara möjlig inom ett planetsystem. Ett möjligt evidens för panspermi är Murchisonmeteoriten.

## Historia
Det första kända omnämnandet av begreppet var i skrifter av den grekiska filosofen Anaxagoras från 400-talet f.Kr..

Panspermi började anta en mer vetenskaplig form genom förslagen av Jöns Jacob Berzelius (1834),

Hermann E. Richter (1865),

Kelvin (1871),

Hermann von Helmholtz (1879)

och blev slutligen en detaljerad hypotes genom insatser av den svenske kemisten Svante Arrhenius (1903).

Sir Fred Hoyle (1915–2001) och Chandra Wickramasinghe (född 1939) var inflytelserika förespråkare av panspermi.

1974 föreslog de hypotesen att en del rymdstoft i hög grad var organiskt (innehåller kol), vilket Wickramasinghe senare bevisade.

Hoyle och Wickramasinghe hävdade vidare att livsformer fortsätter att komma in i jordens atmosfär, och kan vara orsaken till epidemiska utbrott, nya sjukdomar och införandet av nytt genetiskt material som krävs för makroevolution.

Under en presentation 7 april 2009 uttryckte fysikern Stephen Hawking sin åsikt om vad människor kan stöta på när de beger sig ut i rymden, exempelvis möjligheten för främmande liv genom panspermihypotesen.

| ”                                          | Life could spread from planet to planet or from stellar system to stellar system, carried on meteors. | „ |
| – Stephen Hawking, Origins Symposium, 2009 | |   |